# Ernst Dassmann
Ernst Dassmann (* 30. Januar 1931 in Coesfeld) ist ein deutscher Kirchenhistoriker, Patrologe und Christlicher Archäologe.

## Leben
Ernst Dassmann studierte nach seinem Abitur am Gymnasium Nepomucenum 1951 in Coesfeld Katholische Theologie in Münster und München. 1957 empfing er die Priesterweihe. Im Wintersemester 1963/64 promovierte er mit der Arbeit Die Frömmigkeit des Kirchenvaters Ambrosius von Mailand an der Katholisch-Theologischen Fakultät in Münster zum Dr. theol. 1969 habilitierte er sich in Münster mit der Schrift Sündenvergebung durch Taufe, Buße und Martyrerfürbitte in den Zeugnissen frühchristlicher Frömmigkeit und Kunst. Dassmann war Schüler von Bernhard Kötting an der Westfälischen Wilhelms-Universität Münster und dadurch der sogenannten Dölger-Schule zugehörig.
Seit 1967 ist er Mitglied der Görres-Gesellschaft. 1969 erhielt er einen Ruf, als Nachfolger von Karl Baus, auf den Lehrstuhl für Alte Kirchengeschichte, Patrologie und Christliche Archäologie an der Rheinischen Friedrich-Wilhelms-Universität Bonn. Von 1972 bis 2001 war Dassmann, als Nachfolger von Theodor Klauser, zudem Direktor des Franz Joseph Dölger-Instituts zur Erforschung der Spätantike. Seit seiner Emeritierung 1996 lehrte er Alte Kirchengeschichte an der Gustav-Siewerth-Akademie.
Von 1972 bis 2001 war Dassmann Herausgeber, seit 1984 Hauptherausgeber des von der Nordrhein-Westfälischen Akademie der Wissenschaften und der Künste geförderten Reallexikons für Antike und Christentum (RAC) sowie von 1973 bis 2001 Herausgeber des Jahrbuchs für Antike und Christentum. Zudem ist er Herausgeber der Reihe Hereditas.
Dassmann ist seit 1980 ordentliches Mitglied der Nordrhein-Westfälischen Akademie der Wissenschaften und der Künste (Klasse für Geisteswissenschaften) sowie ordentliches Mitglied des Deutschen Archäologischen Instituts DAI.
Ernst Dassmann wurde 1996 durch Papst Johannes Paul II. zum Päpstlichen Ehrenprälaten ernannt.

## Wirken
Die Forschungsgebiete von Ernst Dassmann umfassen Leben und Werk der Kirchenväter Paulus, Ambrosius und Augustinus. Er gilt weltweit als einer der profundesten Augustinus-Kenner.

## Schriften (Auswahl)
- Ambrosius von Mailand. Leben und Werk. Kohlhammer, Stuttgart 2004.
- Kirchengeschichte. 2 Bände, Kohlhammer, Stuttgart 1991–1999.